# Stazione di Villafranca-Bagnone
La stazione di Villafranca-Bagnone è una stazione ferroviaria posta sulla linea Parma-La Spezia, comunemente detta "Pontremolese", e serve il comune lunigianese di Villafranca e i relativi dintorni.

## Storia
La stazione venne attivata il giorno 15 novembre 1888 contestualmente all'apertura della tratta Vezzano Ligure-Pontremoli della ferrovia Parma-La Spezia.
Nel 1904 vennero effettuati alcuni lavori di ammodernamento, in particolar modo alla bilancia a ponte da 20 tonnellate installata nello scalo merci; questi interventi di potenziamento comportarono una spesa complessiva di 1250 lire.
Tra il 1957 e il 1958 venne attivato nella stazione un nuovo apparato centrale elettrico a leve singole da 20 leve.
Durante i primi anni duemila, l'impianto è stato sottoposto ad alcune opere di ammodernamento, che hanno portato alla rimozione di due dei quattro binari e del marciapiede, originariamente interposto tra i binari 1 e 2;
Tale marciapiede venne ricostruito presso il lato esterno del binario 2, dotando la stazione di sottopassaggi, percorsi dedicati per i diversamente abili e nuova segnaletica, in linea con gli standard odierni.
I binari precedentemente adibiti all'area merci sono invece stati smantellati.

## Strutture e impianti
La stazione dispone di un fabbricato viaggiatori, di una piccola sala di attesa, di una biglietteria automatica e di un bar. Possiede due, binari serviti da due banchine, di cui una dotata di pensilina. Sino ai primi anni duemila, precedentemente agli ultimi ammodernamenti al piano del ferro, presso il fabbricato viaggiatori trovava posto anche un piccolo gabbiotto, oggi non più esistente, che fungeva da ufficio movimento e, grazie ai comandi posti al suo interno, era possibile controllare i deviatoi e l'aspetto dei segnali luminosi dell'impianto.
Con i già citati lavori di potenziamento la banchina centrale venne eliminata insieme al relativo attraversamento a raso ed ai binari 3 e 4 mentre gli alberi posti accanto al fabbricato viaggiatori lato Parma vennero abbattuti insieme al piccolo edificio un tempo utilizzato per i servizi igienici, lasciando l'area libera per la realizzazione di un ampio parcheggio.
Era presente anche un piccolo scalo composto da un fabbricato merci, da un piano caricatore e da alcuni binari di raccordo. Tali binari sono stati smantellati e risultano non più esistenti mentre il magazzino è stato abbandonato.
Il fabbricato viaggiatori è attualmente in funzione; al piano inferiore trovano posto la sala di attesa, aperta al pubblico, la biglietteria automatica ed alcuni locali di servizio; il piano superiore invece è abitazione privata.
Accanto al fabbricato viaggiatori è ubicata un'altra costruzione che ospita il bar/buffet di stazione.

## Movimento
L'impianto è servito unicamente da treni regionali, nell'ambito del contratto di servizio tra Trenitalia e Regione Toscana denominato "Memorario".

## Servizi
La stazione dispone di:
- Biglietteria automatica
- Sala d'attesa
- Bar

## Interscambi
- Fermata autolinee